# Herminia minoralis
Herminia minoralis là một loài bướm đêm trong họ Noctuidae.